# 大智 (冠位)
大智（だいち）は、604年から648年まで日本にあった冠位である。冠位十二階の第11で、小義の下、小智の上にあたる。

## 概要
推古天皇11年12月5日（604年1月11日）に制定され、大化3年（647年）制定の七色十三階冠制により、翌4年（648年）4月1日に廃止になった。十三階制では第12階の小黒に引き継がれた。

## 大智の人物
『日本書紀』に大智の冠位を受けた人物は記されない。『和邇部氏系図』に稚子が大智冠と記されている。
- 和邇部稚子 - （和邇部氏系図）